# Jean-Martin Folz
Pour les articles homonymes, voir Folz.
Jean-Martin Folz, né le 11 janvier 1947 à Strasbourg,  est un homme d’affaires français qui a notamment été le président-directeur général de PSA Peugeot Citroën de 1997 à 2007.

## Biographie
Jean-Martin Folz est le fils de l'historien médiéviste Robert Folz. Après le lycée Sainte-Geneviève, il entre à l'École polytechnique en 1966 et devient ensuite ingénieur du Corps des mines.
Réputé aussi bon vivant en privé, qu'austère voire négligé en public, loin  des mondanités, il ne dévoile guère sa vie privée, avouant seulement quelques passions  : le vin, la plongée sous-marine et la musique baroque.

## Parcours professionnel
Jean-Martin Folz est successivement :
- 1972 : ingénieur en direction régionale du ministère de l'Industrie ;
- 1975 : membre de divers cabinets ministériels, notamment directeur de cabinet du secrétaire d'État à l'industrie, Antoine Rufenacht ;
- 1978 : directeur d'usine chez Rhône-Poulenc, puis directeur général adjoint des spécialités chimiques ;
- 1984 : directeur général adjoint puis directeur général de Jeumont-Schneider, filiale du groupe Schneider ;
- 1988 : directeur général de Pechiney puis président de Carbone Lorraine ;
- 1992 : directeur général d'Eridania Béghin-Say puis président de Béghin-Say ;
- 1995 : dirigeant du groupe PSA Peugeot Citroën et, en 1997, son président-directeur général, ce jusqu'en 2007 ;
- novembre 2011-2013 : président du conseil d'administration de Eutelsat.

## Chez PSA Peugeot Citroën
Entré dans le groupe en 1995, il devient directeur de la division automobile en avril 1996, puis directeur général délégué d'Automobiles Peugeot et enfin PDG le 1er octobre 1997, « adoubé » par Jacques Calvet. Il fixe rapidement des orientations stratégiques, qui sont couronnées de succès et desquelles il ne dévie que peu :
- le maintien de l'indépendance du groupe ;
- synergies industrielles internes entre Peugeot et Citroën ;
- une politique de coopération industrielle ;
- un groupe pour la mise en commun, deux marques concurrentes et égales ;
- une politique sociale et environnementale en rupture avec « l'ère Calvet ».

Il est nommé « manager de l'année » par la revue Le Nouvel Économiste en 2001.
En 2003, il préside l'Association des constructeurs européens d'automobiles.
En quelques années, il fait passer les ventes du groupe de 2 à 3,4 millions d'unités, accélérant la croissance du groupe hors Europe de l'Ouest : en Amérique du Sud, Europe centrale, Chine…
En octobre 2005, il déclare « L'hybride essence n'a pas d'avenir économique dans les régions où le diesel est bien accepté car il est beaucoup plus cher pour le même résultat ».
Les dernières années, la situation du groupe se dégrade progressivement. Début 2006, il annonce la fermeture du site anglais de Ryton. Rentables, les coopérations industrielles n'ont-elles pas pour revers la perte de compétences ? Après la chute de 60 % du bénéfice au premier semestre 2006, il annonce son départ à la retraite en janvier 2007. Il est remplacé le 6 février 2007 par Christian Streiff.

## Autres fonctions ou missions
- Il est membre du Conseil d'orientation de l'Institut de l'Entreprise[6] et administrateur de Saint-Gobain.
- Après sa retraite de PSA, Jean-Martin Folz est nommé : 
  - administrateur de la Société générale, succédant à Marc Viénot[7] ;
  - membre du conseil d'administration de Carrefour à compter de 2008, qu'il quitte en mars 2011 en raison d'un désaccord avec la stratégie du groupe[8],
  - membre du conseil d'administration d'Alstom, à compter du 26 juin 2007 jusqu'à l'assemblée générale appelée à statuer sur les comptes de l'année 2010 ;
  - président de l'AFEP[9], en juin 2007, succédant à Bertrand Collomb (Lafarge).
  - membre du conseil d'administration de Saint-Gobain
  - membre du conseil d'administration d'AXA
  - membre du conseil d'administration de Solvay de 2002 à 2014

En 2007, il est également membre, avec Bertrand Collomb, d'une mission « diagnostic-vérité » du ministère de la Défense sur ses capacités militaires et ses coûts[réf. nécessaire]. Il est aussi nommé en août 2007 à la commission Mallet qui doit rédiger un « livre blanc » sur la défense et la sécurité nationale, en vue d’actualiser celui de 1994.
Le 7 novembre 2011, il devient président du conseil d'administration de Eutelsat, en remplacement de Giuliano Berretta
Il est l'auteur en 2019 d'un rapport critique d'une trentaine de pages sur les échecs de le centrale nucléaire de Flamanville[réf. souhaitée]

## Décorations
- Commandeur de la Légion d'honneur Il a été promu officier le 23 septembre 2006, puis commandeur le 29 décembre 2022[13].
- Commandeur de l'ordre national du Mérite Il a été promu officier le 8 octobre 2001, puis a obtenu le grade de commandeur par décret du 11 novembre 2010[14].